# 納塔區
8°19′48″N 80°31′12″W / 8.33000°N 80.52000°W
納塔區（西班牙語：Distrito de Natá），是巴拿馬的一個行政區，位於該國中部，由科克萊省負責管轄，始建於1522年5月20日，面積605.2平方公里，海拔高度28米，2010年人口18,465，人口密度每平方公里30.51人。